# أندرو بالدوين
أندرو بالدوين (بالإنجليزية: Andrew James Baldwin)‏ هو ضابط وأحيائي وعارض وجراح أمريكي، ولد في 5 فبراير 1977 في لانكستر في الولايات المتحدة.

## وصلات خارجية
- أندرو بالدوين على موقع IMDb (الإنجليزية)
- أندرو بالدوين على موقع قاعدة بيانات الفيلم (الإنجليزية)